# Maracanaú
Ne doit pas être confondu avec Maracanã.
Maracanaú est une ville brésilienne de l'État du Ceará. Sa population était estimée à 221 504 habitants en 2015. La municipalité s'étend sur 106 km2.
Elle fait partie de la région métropolitaine de Fortaleza. C'est le plus grand centre industriel de l'État du Ceará.

## Maires
| Période | Période | Identité       | Étiquette | Qualité |
| ------- | ------- | -------------- | --------- | ------- |
| 2009    | 2012    | Roberto Pessoa | PR        |         |

## Personnalités liées à la ville
- Gabriel Teixeira (2001-), footballeur brésilien.